# 海桐科
海桐科（学名：Pittosporaceae）也称海桐花科，包括11属约200种，广泛分布于东半球的热带和亚热带地区，大部分品种原生于澳洲、中南半岛和非洲，中国有1属，约34种。
本科植物既有乔木、也有灌木或藤本；单叶互生或轮生，无托叶；花两性，稀单性或杂性，辐射对称，花萼、花瓣和雄蕊5枚，花瓣常有爪，爪有时合生；果实为浆果或蒴果。
1981年的克朗奎斯特分类法将其列在蔷薇目中，1998年根据基因亲缘关系分类的APG 分类法认为应该放在伞形目中。

## 下级分类
本科包括以下属：
- 金海桐属 Auranticarpa
- 鬼箭莓属 Bentleya
- 吊藤莓属 Billardiera
- 群心木属 Bursaria
- 指藤莓属 Cheiranthera
- 刺海桐属 Citriobatus
- 香荫树属 Hymenosporum
- 炽酪藤属 Marianthus
- 海桐属 Pittosporum
- 丽藤莓属 Pronaya
- 银酪木属 Rhytidosporum
- 蓝藤莓属 Sollya